# آلان هوبير
آلان هوبير هو مهندس بلجيكي، ولد في 11 سبتمبر 1953 في شيربيك في بلجيكا.

## وصلات خارجية
- الموقع الرسمي